# Slammiversary (2023)
Slammiversary (2023) est un Pay-per-view de catch (lutte professionnelle) produit par la promotion américaine Impact Wrestling. L'événement a eu lieu le 15 juillet 2023 au St. Clair College à Windsor dans l'Ontario au Canada. Il s'agit de la 18e édition de Slammiversary.

## Contexte
Les spectacles d'Impact Wrestling sont constitués de matchs aux résultats prédéterminés par les scénaristes de la compagnie. Ces rencontres sont justifiées par des storylines – une rivalité entre catcheurs, la plupart du temps – ou par des qualifications survenues dans les shows. Tous les catcheurs possèdent un gimmick, c'est-à-dire qu'ils incarnent un personnage gentil (Face) ou méchant (Heel), qui évolue au fil des rencontres. Un événement comme Slammiversary est donc un événement tournant pour les différentes storylines en cours.

## Tableau des matchs
| Ordre par numéros | Résultat | Stipulation(s)                                                         | Temps |
| --- | --- | ---------------------------------------------------------------------- | ----- |
| 1P | Death Dollz (Courtney Rush et Jessicka) et Jody Threat battent Gisele Shaw, Jai Vidal et Savannah Evans                                                     | 6-Women Tag Team match                                                 | 5:34  |
| 2P | Kenny King (avec Sheldon Jean) bat Joe Hendry | Match simple pour le Impact Digital Media Championship                 | 6:09  |
| 3 | Kushida bat Alan Angels, Jake Something, Jonathan Gresham, Kevin Knight et Mike Bailey                                                                      | Ultimate X Match pour le Impact X Division Championship                | 11:11 |
| 4 | MK Ultra (Killer Kelly et Masha Slamovich) bat The Coven (KiLynn King et Taylor Wilde) (c)                                                                  | Tag Team match pour les Impact Knockouts World Tag Team Championship   | 9:04  |
| 5 | Eric Young et Scott D'Amore battent Bully Ray et Deaner | Tag Team match                                                         | 11:49 |
| 6 | Lio Rush bat Chris Sabin (c) | Match simple pour le Impact X Division Championship                    | 1:20  |
| 7 | Subculture (Flash Morgan Webster et Mark Andrews) battent ABC (Ace Austin et Chris Bey) (c), The System (Brian Myers et Moose), Rich Swann et Sami Callihan | Fatal 4-Way Tag Team match pour les Impact World Tag Team Championship | 10:36 |
| 8 | Eddie Edwards (avec Alisha Edwards) bat Frankie Kazarian (avec Traci Brooks)                                                                                | Match simple                                                           | 17:43 |
| 9 | Trinity bat Deonna Purrazzo (c) | Match simple pour le Impact Knockouts Championship                     | 14:25 |
| 10 | Alex Shelley (c) bat Nick Aldis | Match simple pour le Impact World Championship                         | 16:31 |
| La lettre C placée entre parenthèses désigne la personne ou l’équipe championne en titre. P – indique que le match a eu lieu lors du pré-show | |                                                                        |       |